# Haïdas
« Haida » redirige ici.  Pour le destroyer canadien, voir NCSM Haida.
Les Haïdas sont un peuple autochtone de la côte ouest du Canada et du nord des États-Unis, précisément le long de la côte du Pacifique dans l'archipel Haïda Gwaïi et le sud-est de l’Alaska.

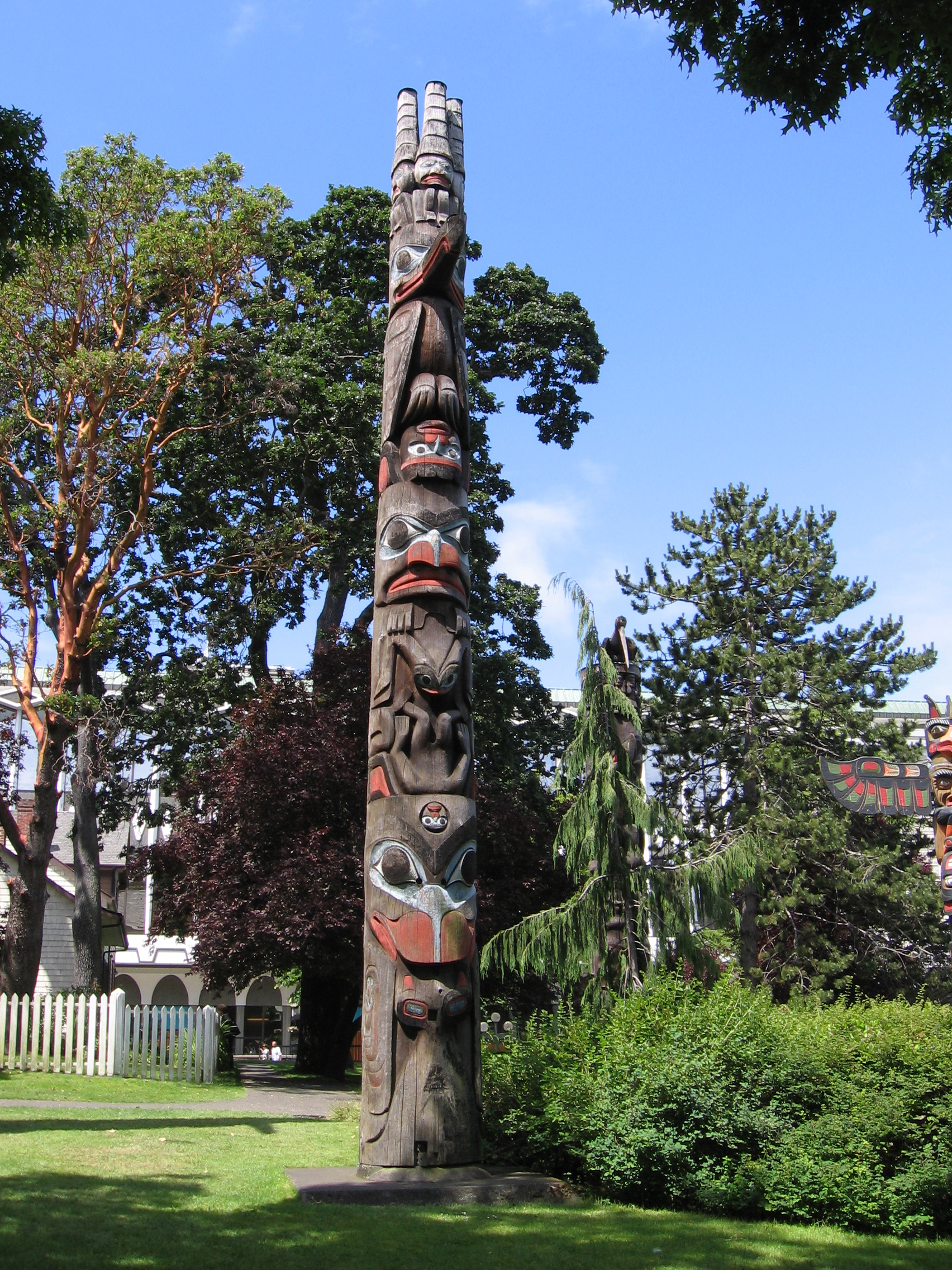
Un totem haïda dans le Thunderbird Park de Victoria (Colombie Britannique).

Ils sont notamment connus pour leurs totems, leurs sculptures traditionnelles et leur art graphique en général.

## Localisation
Les Haïdas occuperaient l’archipel Haïda Gwaïi en Colombie-Britannique depuis la fin de la période glaciaire et la population s'y serait développée il y a 5 000 ans. Ces îles, au nombre de 138, étaient connues sous le nom des îles de la Reine-Charlotte avant l’inauguration du territoire en tant que réserve de parc national et site du patrimoine en 1988. La réserve, au sud de l'archipel, se nomme Gwaii Haanas et signifie « les îles magnifiques » en langue haïda.

## Société haïda (1000 av. J.-C. jusqu’aux premiers contacts avec les Européens)
La nature a été un facteur déterminant dans la constitution de la culture des Haïdas. Elle est influencée par l'environnement marin et riverain, mais aussi forestier, particulièrement le bois de cèdre. Ces facteurs ont suscité le développement d’une technologie du travail du bois que l'on remarque par la culture matérielle : canots, maisons, habitudes vestimentaires et art. Le mode de vie des Haïdas était largement fondé sur les ressources marines, particulièrement le saumon et les mollusques. Bien qu’il n'y ait pas eu d’organisation politique intercommunautaire stable chez les Haïdas, la société y était divisée en classes : nobles, gens ordinaires et esclaves. Les nobles constituaient une oligarchie qui dominait l’accès aux ressources et qui bénéficiait de certains avantages dans cette position, renforcée par le rituel du potlatch. Les contacts avec les Européens à partir de 1774 vont profondément perturber cette culture qui devra adapter son mode de vie.

### Subsistance

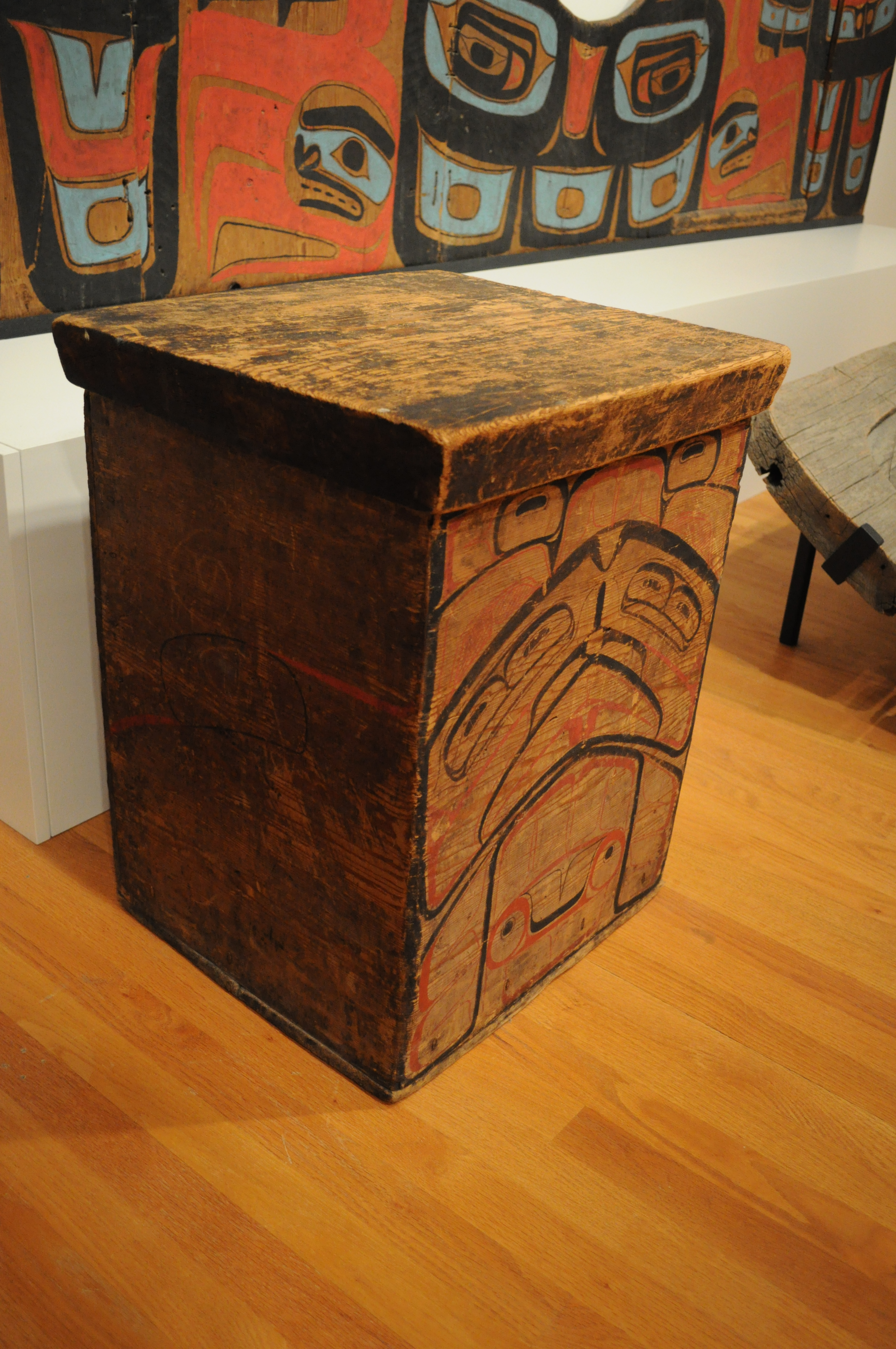
Boîte de bois en cèdre rouge, 1875.

Le mode de subsistance des communautés haïdas reposait sur une économie de chasse, de pêche et de cueillette. Les ressources alimentaires étaient abondantes et variées. On sait que les Haïdas pratiquaient l’horticulture : ils récoltaient les pommes de terre et le tabac. Toutefois, 90 % de la nourriture consommée était de nature marine.
Les Haïdas se sont ainsi spécialisés dans la pêche au saumon. Les ressources de l’océan Pacifique offraient la majeure partie de l’apport nutritif des communautés. Outre le saumon, les Haïdas pêchaient le flétan, le thon, la morue, le hareng, mais également des fruits de mer et récoltaient des algues. Lorsque venait le temps de faire des provisions, on séchait ou on fumait le poisson, parfois en grande quantité. L’objectif était de stocker suffisamment de poisson pour passer tout l’hiver. On entreposait les viandes, parfois avec de l’huile, dans des boîtes de bois de cèdre particulières, caractérisées notamment par leur imperméabilité. De plus, l’apport de la collecte de mollusques (ormiers, moules, 
oursins, palourde) n’était pas négligeable si l’on en juge aux énormes dépôts de coquillages retrouvés près de certains villages.
La chasse aux mammifères marins comme la loutre de mer ou l'otarie était une autre source d’approvisionnement importante. Sur les îles Haida Gwaii ou la côte, on chassait dans une moindre mesure l’ours, le castor ou le caribou. Ces animaux marins et terrestres étaient chassés non seulement pour leur viande, mais aussi pour les tendons et la peau qu’ils fournissaient. Le reste de l’apport alimentaire des Haïdas était constitué de baies, de salades, de noix, de racines ou d’autres plantes comestibles. La plupart des aliments étaient consommés cuits.
Contrairement à d'autres peuples de la côte nord-ouest du Pacifique, les Haïdas ne chassaient pas la baleine. En revanche, on a retrouvé des restes (ossements) dépecés de ce grand mammifère marin, ce qui laisse penser que les individus échoués étaient consommés.

### Structure sociale
La structure sociale dite « classique » de la société haïda se met en place entre 1000 av. J.-C. et 500 apr. J.-C. Les fouilles archéologiques laissent supposer que c’est la capacité d’exploiter et d’emmagasiner la nourriture en grande quantité qui a permis la formation de communautés assez larges dans la région d’Haïda Gwaïi. En effet, cette capacité à stocker la nourriture permet entre autres la sédentarisation de groupes sociaux. De vastes communautés se sont dès lors agglomérées pour former des villages. Ces communautés se déplaçaient de façon saisonnière en fonction des ressources alimentaires disponibles. C’est également à partir de ce moment qu’est apparu un changement social important dans les communautés haïdas : la stratification sociale.
La société était devenue hiérarchique : le partage des ressources ne se faisait plus de façon égalitaire. Une élite sociale accaparait désormais certaines sources d'approvisionnement et l’exploitait pour elle-même. Ces sources pouvaient être un lieu de pêche déterminé ou encore une zone de chasse ou de cueillette particulière. La monopolisation des sources d'approvisionnement et la stratification sociale qui en est résulté ont engendré la création de classes sociales au sein des communautés haïdas. Selon les anthropologues, la société haïda se divise en trois classes : la noblesse, les gens ordinaires (commoners) et les esclaves.
Les nobles, qui formaient l’ensemble le plus nombreux dans la société, sont les leaders qui se sont approprié des droits sur des sources d'approvisionnement. Ils octroyaient des permissions ou émettaient des interdictions d’accès sur ces sources aux gens ordinaires, aux esclaves, mais aussi aux autres groupes amérindiens. Le noble qui exploitait de façon adéquate ses sources pouvait en tirer de grande richesse ainsi qu’un prestige considérable. Les gens du peuple, moins nombreux, étaient dès lors soumis, sous cet angle, aux possédants. Quant aux esclaves, ils appartenaient à des nobles qui utilisaient leur force de travail pour accumuler les richesses de leur lignage. En ce sens, les esclaves constituaient eux-mêmes une richesse importante. Ces esclaves étaient des prises de guerre, adultes ou enfants enlevés à leur communauté, lors de raids guerriers, pour être amenés chez les Haïdas.

### Tissu social
Hormis les classes, le tissu social des Haïdas était fondé sur la parenté et le lignage familial. Il n’y avait pas de clan. Chaque communauté villageoise haïda était divisée en deux groupes : les Corbeaux et les Aigles. Les Corbeaux comptaient généralement 22 lignages et les Aigles 23[réf. nécessaire]. L’exogamie était de mise et les mariages se faisaient uniquement entre les membres des deux groupes différents. Il n’y avait pas de mariage entre les membres d’un même groupe. Les enfants devenaient membres du groupe de leur mère. C’était donc une société matrilinéaire. L’appartenance à un lignage donnait des droits et privilèges comme l’accès à une maison et aux lieux et zones d'approvisionnement. En effet, chaque lignage possédait des biens, notamment des emblèmes particuliers, très importants dans la société haïda. Chaque lignage avait à sa tête un chef.
Les communautés haïdas, regroupant les Aigles et les Corbeaux, avaient à leur tour un chef de village. C’était le chef de lignage ayant amassé le plus de prestige par l’accumulation de richesses ou tout simplement celui dont le lignage contenait le plus de membres. La richesse et la position de noblesse étaient transmises par héritage matrilinéaire. Ainsi, l’héritier d’un chef n’est pas son propre fils, mais bien le fils de sa sœur.
Les Haïdas se regroupaient donc dans des villages. Ces lieux étaient parfois permanents lorsque les ressources environnantes le permettaient. Or, la plupart du temps, les villages servaient de résidences d’hiver et, à l’été, on se déplaçait à travers divers camps situés près des ressources. Les maisons de village pouvaient abriter de 30 à 40 personnes d’un même lignage, soit de l'ordre de 10 familles nucléaires. La maison du chef de village était la plus grande de la communauté. Ces habitations étaient constituées d’une grande aire ouverte comprenant parfois des cloisons de nattes de cèdres. Un foyer occupant le centre était employé au chauffage et la cuisson des aliments. Le long des murs latéraux se trouvaient des banquettes et des couchettes. Celle du chef de la maison était au centre du mur du fond. Les maisons construites en bois de cèdre étaient faites de planches que l’on pouvait aisément détacher pour ensuite transporter dans d’autres lieux, pour construire un abri d’été par exemple. À l’extérieur, un mât totémique richement décoré et arborant l’emblème du lignage était posté.

### Relations avec l'extérieur
Les relations des Haïdas avec l’extérieur étaient nombreuses, que ce soit pour la guerre ou pour le commerce. Leurs partenaires commerciaux étaient d’une part les autres groupes autochtones de la côte nord-ouest du Pacifique, et d’autre part les groupes du Plateau, à l’intérieur du continent. Les marchandises échangées par les Haïdas étaient, par exemple, des canots, des boîtes de bois, des peaux de loutre de mer, etc. Un produit particulièrement recherché par les Haïdas était l’huile d’eulakane, qui servait notamment lors des repas et également à l’entreposage des viandes séchées.
Il n’y avait pas d’entité politique reliant l'ensemble des communautés haïdas. Les communautés pouvaient se faire la guerre entre elles. Les raisons de faire la guerre avec les autres groupes de la côte nord-ouest étaient variées : la revanche, l’expansion territoriale, le pillage, notamment dans le but d’obtenir des esclaves. L'importance de la guerre est attestée par les multiples fractures sur les os des squelettes retrouvés dans les sépultures lors de fouilles archéologiques. Ces fractures ne pouvaient pas être accidentelles, elles ont été causées par des objets contondants.

### Activités quotidiennes et rituelles

#### Travail du bois

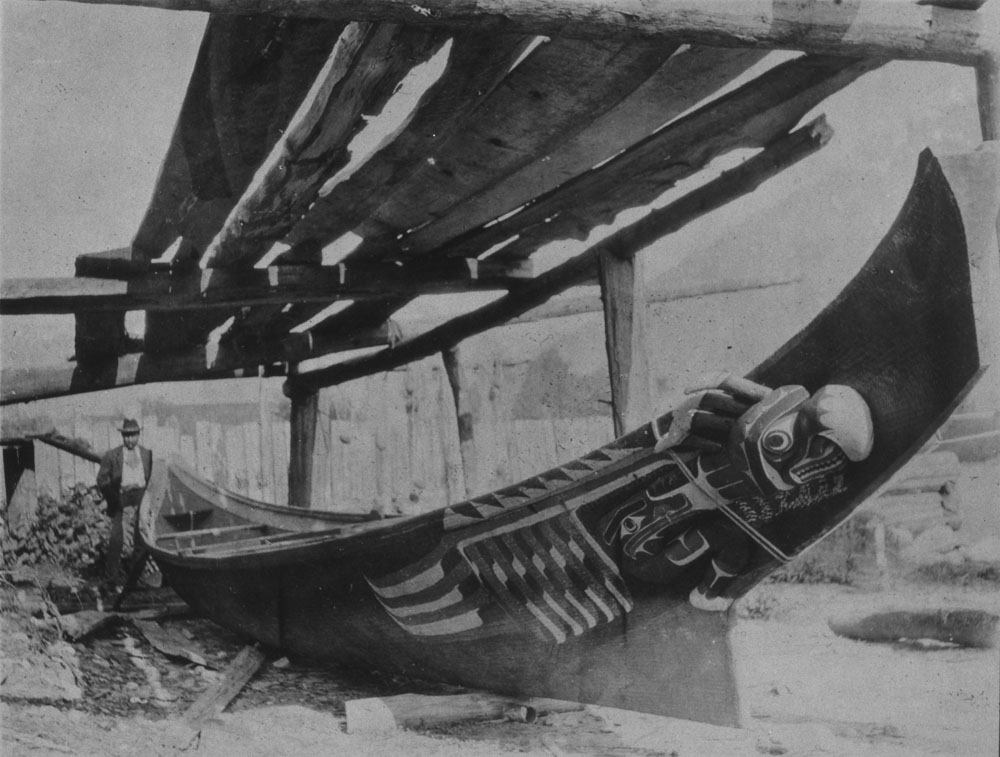
Canot haïda

Les Haïdas étaient d’habiles travailleurs du bois. La forêt du Pacifique fournit des essences comme la pruche (hemlock) ou l’épinette (épicéa). Mais c’est le cèdre rouge (thuya) qui est l’arbre de choix. Le bois de cèdre est facile à travailler : solide, mais souple. On n’utilisait pas de hache ou de scie, mais uniquement des outils de pierre pour le travailler. Outre les maisons en planches de cèdre, le bois était utilisé pour la fabrication des canots. Le travail du cèdre est une technique caractéristique de la technologie des groupes de la côte nord-ouest du Pacifique, particulièrement pour les Haïdas qui se sont illustrés dans la fabrication de canots et de boîtes hermétiques. Pour la fabrication des canots, on creusait des troncs de cèdre, puis on les travaillait à la vapeur. Ces canots étaient employés pour toutes sortes de tâches quotidiennes : transport des personnes, de la nourriture, du bois. On s’en servait pour les déplacements officiels chez d’autres groupes ou encore pour les relations commerciales ou guerrières. Les canots de guerre pouvaient dépasser quinze mètres de longueur. Celui qui possédait un canot voyait son pouvoir social augmenter dans sa communauté. Il y avait environ un canot pour 45 individus dans le groupe.

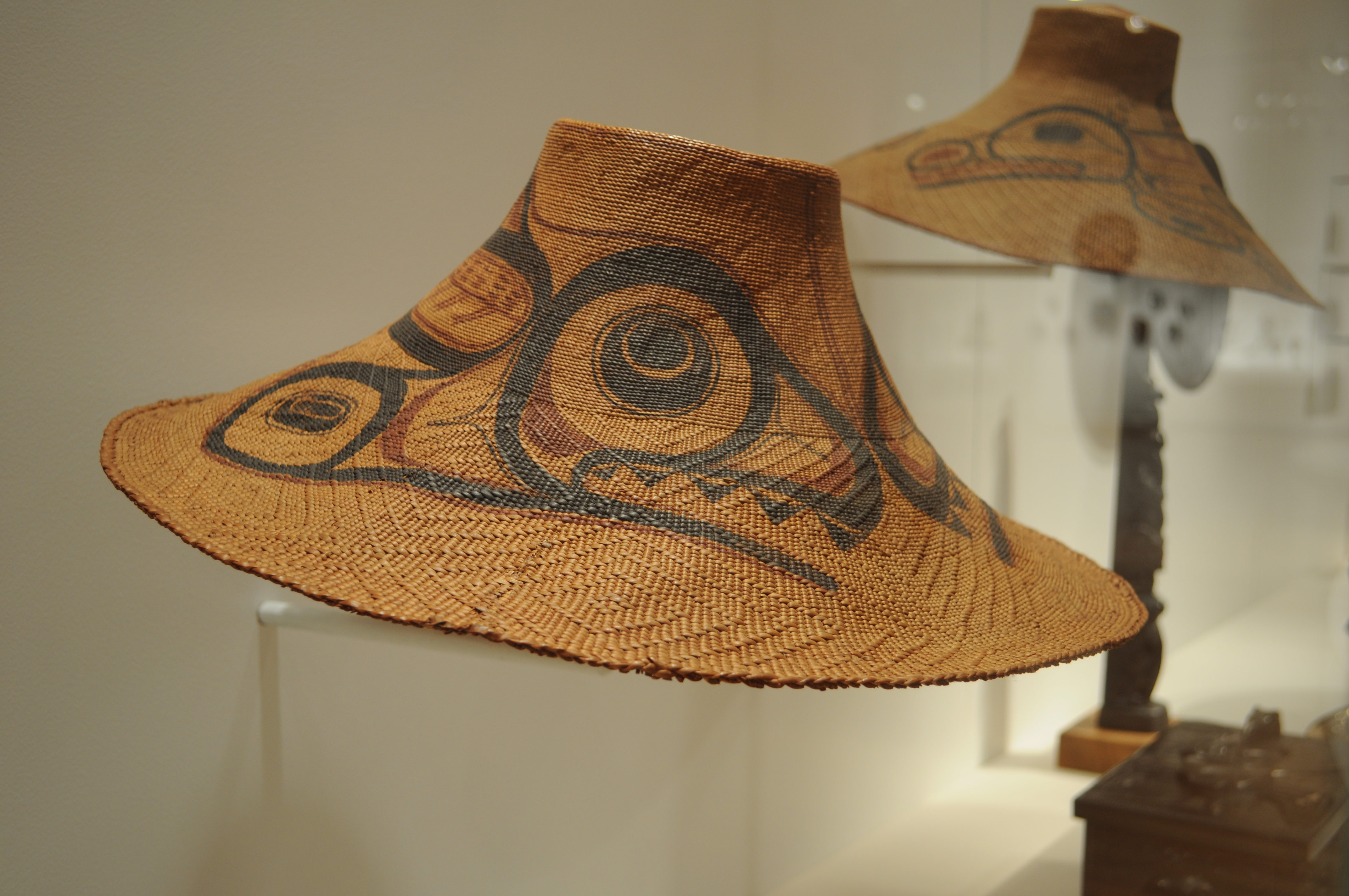
Chapeau haïda

Le cèdre était également utile à la fabrication de la vannerie et des vêtements. La fibre du bois était coupée en lanière et ensuite traitée pour être cousue, tressée et même tissée. Avec ces fibres, on fabriquait des chapeaux, des paniers tressés et des étoffes. La qualité du matériau et de la fabrication les rendaient imperméables. Dans le climat pluvieux de la région, ces chapeaux étaient très utiles. Quant aux paniers, ils servaient à l’entreposage et même à la cuisson, rôles joués habituellement par la poterie dans d’autres aires culturelles.

#### Répartition des tâches

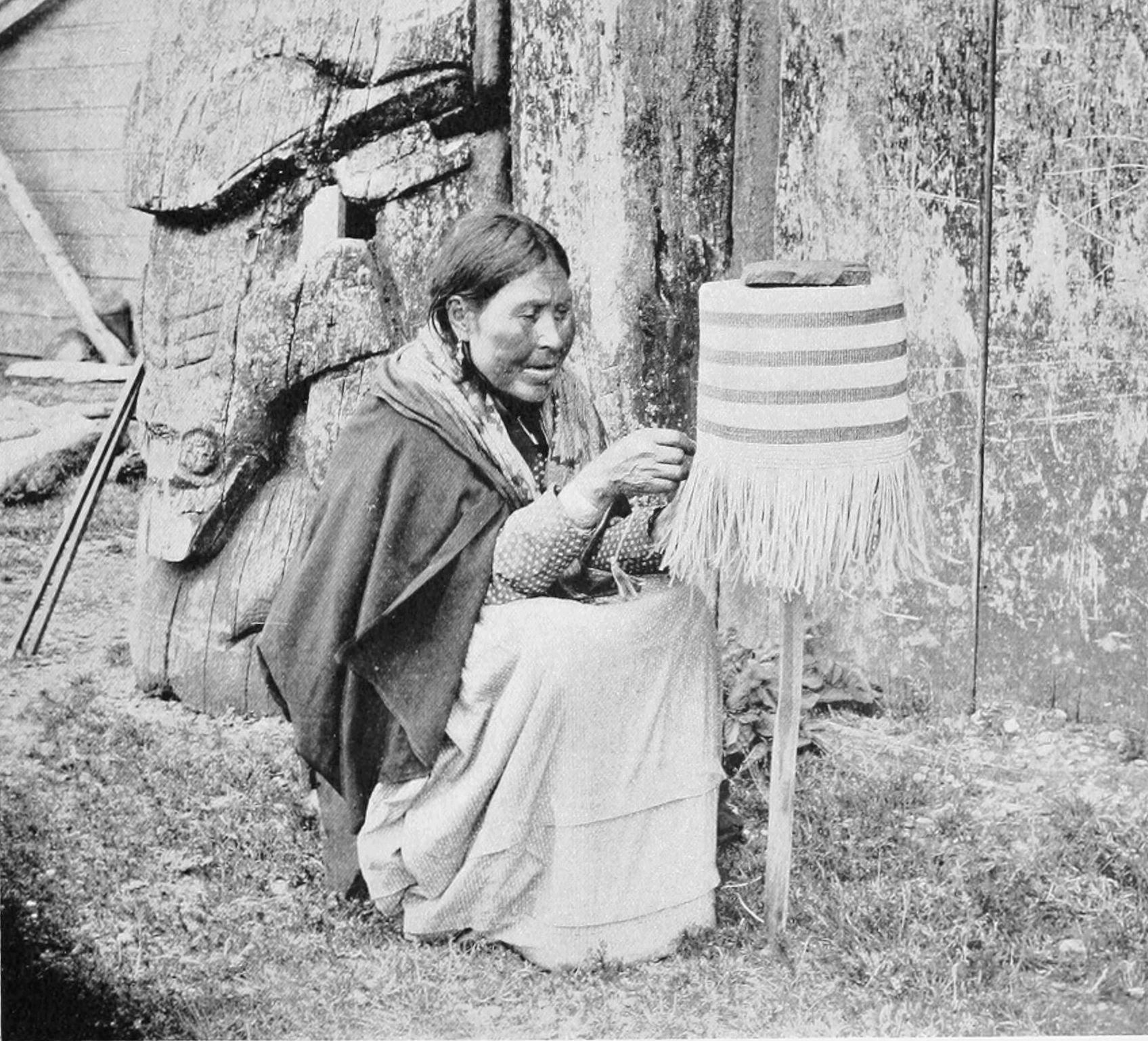
Une femme haïda tissant un panier, 1897

La répartition du travail se faisait selon les saisons et selon le sexe. L’automne, le printemps et l’été étaient des saisons réservées aux activités de subsistance. L’hiver, les activités cérémonielles et rituelles prédominaient. Les femmes s’occupaient à fabriquer les paniers et les vêtements à l’aide de la fibre de cèdre. Elles s’occupaient à la récolte des mollusques et des petits fruits. De leur côté, les hommes s’occupaient de la chasse, de la pêche et du travail du bois.

#### Une cérémonie rituelle: le potlatch
Un élément important de la culture haïda est le potlatch. échange rituel dans lequel un homme de haut rang fait des dons somptuaires dans le but de renforcer ses droits et privilèges, et appelant en retour des contre-dons équivalents. Ces dons sont de nature matérielle : nourriture, étoffe, etc. Il fallait parfois des années pour accumuler la richesse nécessaire pour procéder à un potlatch. Les occasions d’effectuer un potlatch étaient par exemple l’attribution d’un emblème, un mariage, un décès, la construction de maisons ou encore l’érection d’un mât totémique.

## Mâts totémiques

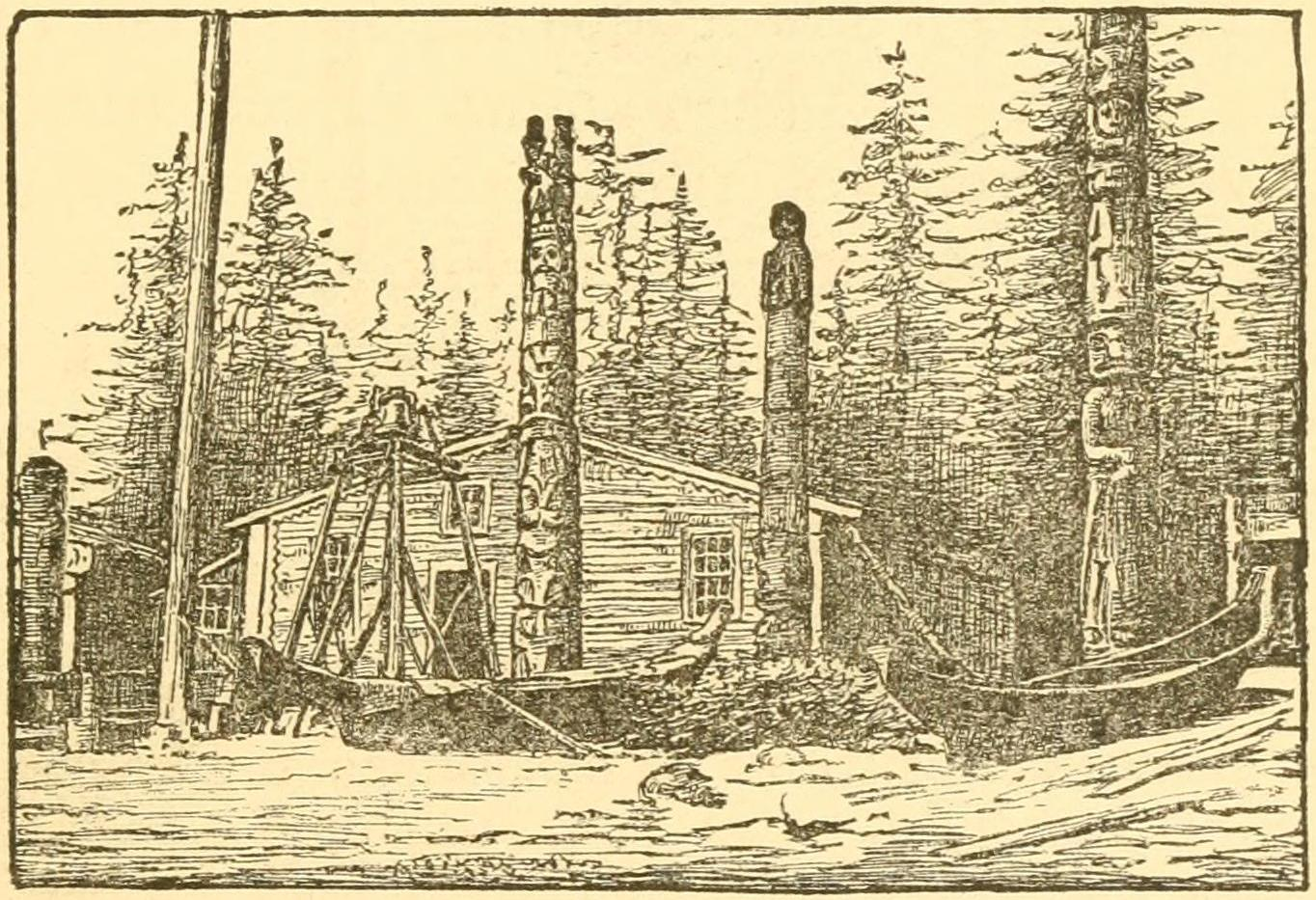
Mâts totémiques à Howkan.

Ces mâts peuvent être classés en trois catégories : ceux de façade, les commémoratifs ou les mortuaires. Richement décorées de sculpture, les représentations sur ces mâts sont des animaux naturels ou surnaturels. On y retrouve également des représentations de phénomènes naturels ou des éléments de la culture matérielle haïda. Cependant, tous ces emblèmes sont représentés sous formes animales ou humaines.

## Localités
Quatre localités ont une population notable d'Haïdas, soit deux en Alaska (région de Kaigani) et deux en Colombie-Britannique (Haïda Gwaïi). 
Kaigani (Alaska) :
- Hydaburg, située sur la rive nord du détroit de Sukkwan (île du Prince-de-Galles)
- Kasaan, située en bordure du bras Skowl de la baie Kasaan, sur la côte est de l'île du Prince-de-Galles

Île Graham (Canada) :
- Old Massett (en haïda : G̱aw Tlagée), située à l'embouchure de Masset Inlet, sur la côte nord de l'île Graham
- Skidegate (en haïda : HlG̱aagilda Llnagaay), située sur la rive nord de Skidegate Inlet near its entrance, sur la côte sud-est de l'île Graham